# Silnice I/36
Silnice I/36 je silnice I. třídy ve východních Čechách, propojující Pardubice, Sezemice, Holice, Borohrádek a Čestice. Délka silnice je 37,076 km.

## Historie
Před dobudováním dálnice D11 k Sedlicím a krátkého úseku dálnice D35, který ji spojuje se silnicí I/37 u Opatovic nad Labem, tj. do listopadu 2009, sloužil bývalý západní úsek I/36 jako hlavní výpadová komunikace z Pardubic do Prahy.
Tento západní úsek byl v říjnu 2020 přečíslován na silnici II/211 a tím došlo ke zkrácení I/36 o 22,3 km. Jednalo se o úsek vedoucí jihovýchodně z Nového Města v okresu Hradec Králové (napojení na silnici I/11) přes obce Chýšť, Voleč, Rohovládova Bělá, Bukovka, Lázně Bohdaneč a Rybitví do Pardubic.

## Průběh
Silnice začíná na MÚK Doubravice v Pardubicích a vede jižně v souběhu s I/37, od které se odklání na východ u hlavního nádraží. Dále je samostatně vedena po průtahu jižně od centra Pardubic a opouští je na jejich severovýchodním okraji. V Sezemicích trasa I/36 odbočuje doprava na vedlejší komunikaci na málo přehledné křižovatce (přímým směrem zde navazuje silnice II/298 do Třebechovic pod Orebem). Silnice I/36 pak pokračuje přes Časy do Holic. Mezi západním a severozápadním okrajem města je vedena v souběhu s I/35, pak směřuje do centra a dále východním směrem do Velin. Zde mění směr na severovýchodní a pokračuje do Borohrádku, kde se křižuje s II/305 Týniště nad Orlicí – Skuteč. Odtud pokračuje dále na severovýchod do Čestic, kde končí křižovatkou se silnicí I/11.

## Význam
Silnice slouží převážně ke spojení Pardubic se silnicí I/35 v Holicích a tím pádem s Brnem a Olomoucí. Ve svém zbytku pak ke spojení Pardubicka s Rychnovskem, Žambereckem a Králickem. Úsek Holice – Čestice není využitelný pro dálkovou kamionovou dopravu z důvodu nízkého podjezdu pod železniční tratí Hradec Králové – Choceň v Borohrádku.
V letech 2021–2022 byla dočasně vedena v úseku Časy–Holice také mezinárodní silnice E442, a to z důvodu napojení tehdy provizorně ukončené dálnice D35 v mimoúrovňové křižovatce Časy na silnici I/35 u Holic.

## Modernizace silnice
| Číslo | Název                                 | Délka   | Kategorie       | Zahájení výstavby | Uvedení do provozu | Křižovatky |
| ----- | ------------------------------------- | ------- | --------------- | ----------------- | ------------------ | ---------- |
| E79   | Pardubice, Globus – Trnová            | 0,6 km  | 19,5/50 14,5/50 | plánováno 2026    | plánováno 2027     |            |
| E64   | Pardubice, Trnová – Fáblovka – Dubina | 4,2 km  | 19/50 19/70     | 12/2022           | plánováno 2025     |            |
| E65   | Sezemice – obchvat                    | 6,9 km  | 11,5/90         | 10/2024           | plánováno 2026     | Sezemice   |
| E53   | Časy – Holice                         | 3,4 km  | 9,5/70          | 06/2022           | 10/2023            |            |
| E74   | Holice – Čestice                      | 14,7 km | 9,5/90          | plánováno 2027    | plánováno 2030     |            |